# Mušov
Mušov (dal tedesco/austriaco Muschau) è una zona appartenente al comune ceco di Pasohlávky, in Moravia Meridionale; dista 12 km da Mikulov e si estende su una superficie di 1420,6 ettari.
Il villaggio di Mušov è stato distrutto, nonostante l'opposizione dei suoi abitanti, alla fine degli anni '70 del XX secolo, a seguito della decisione dell'allora governo socialista di costruire di una diga ed annesso bacino idrico alla confluenza dei fiumi Dyje e Thaya. A partire dal 1976 i resti del villaggio (ridotti ad un'isola dove ora sorge la Chiesa di San Leonardo) sono stati collegati al vicino paese di Pasohlávky.

## Storia
Sappiamo che sulla vicina collina, chiamata Burgstall, esisteva un antico villaggio germanico fin dalla fine del I secolo a.C. Il sito fu però utilizzato fin dai tempi della prima età del Bronzo, con riscontri alle antiche culture di Hallstatt e di La Tène.
Il sito fu utilizzato anche dai Romani durante la campagna militare di Tiberio contro i Marcomanni di Maroboduo e poi ancora due secoli più tardi, nel corso delle guerre marcomanniche di Marco Aurelio degli anni 166-188. Qui furono infatti creati tutta una serie di accampamenti militari romani, con edifici in muratura, anche termali. Doveva diventare la futura capitale (o almeno uno dei centri principali) della nuova provincia di Marcomannia. In località Pískách sono stati trovati ben quattro accampamenti romani, il più grande dei quali occupava (prima dell'inondazione "artificiale") un'area complessiva di 38 ettari (670 x 560 x 630 x 620 m).

## Mušov oggi

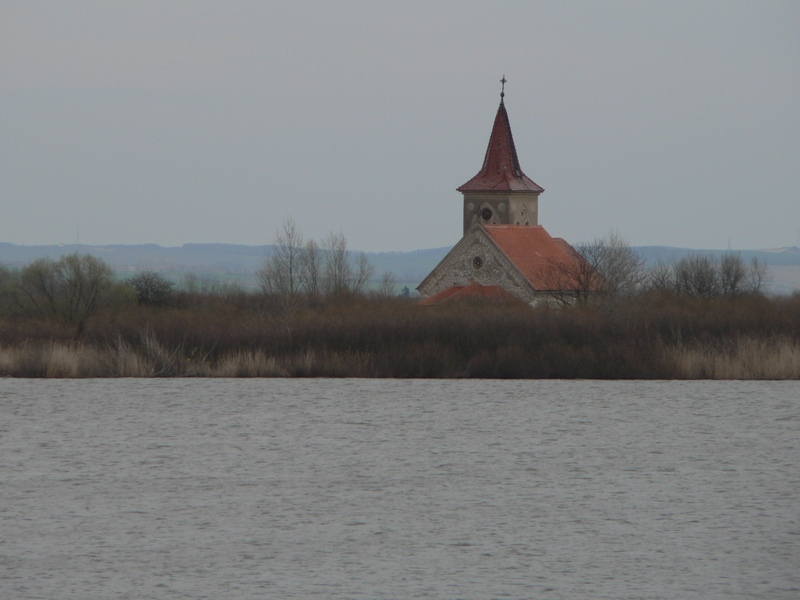
La Chiesa di San Leonardo sull'isola
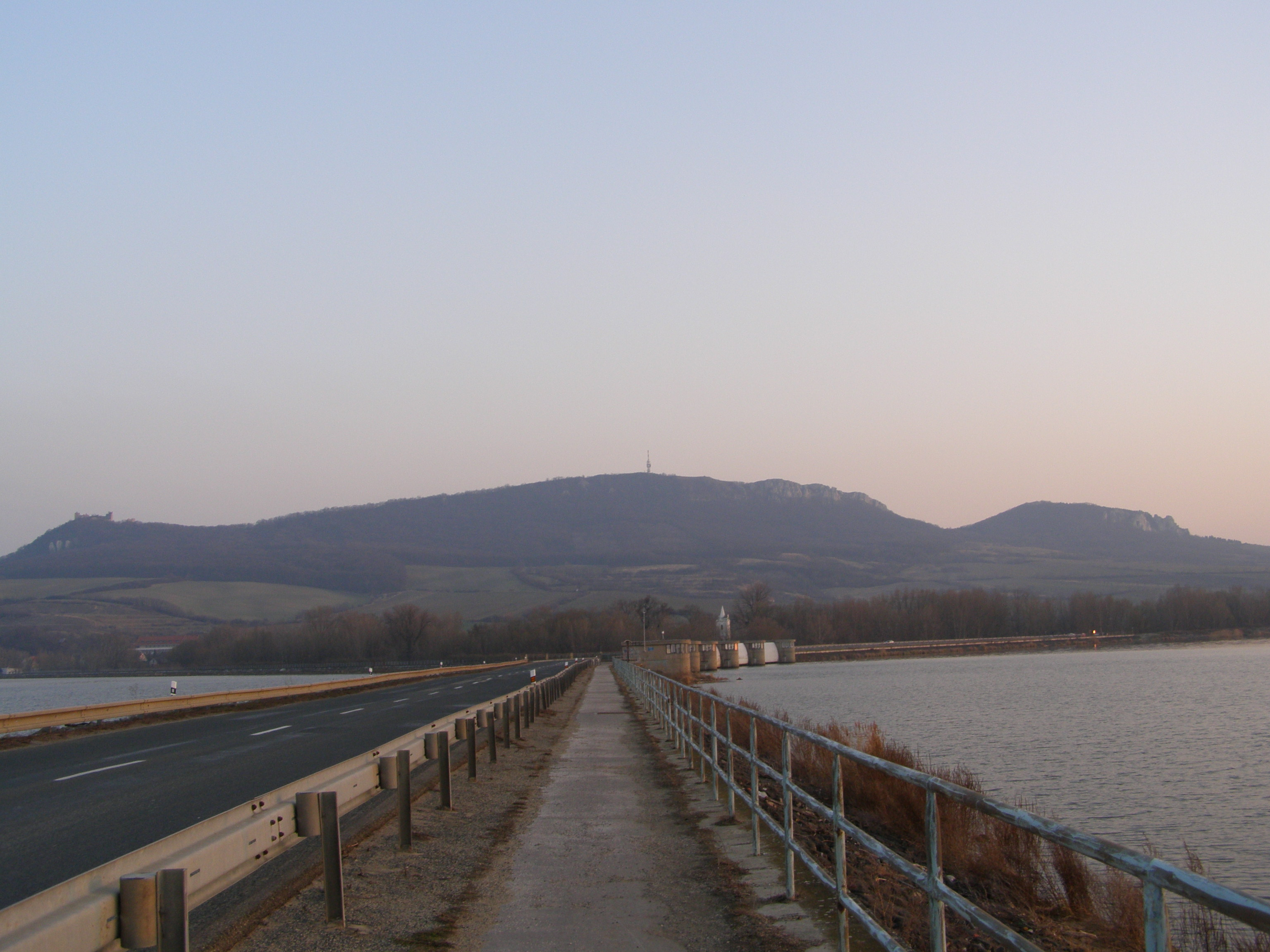
La grande diga
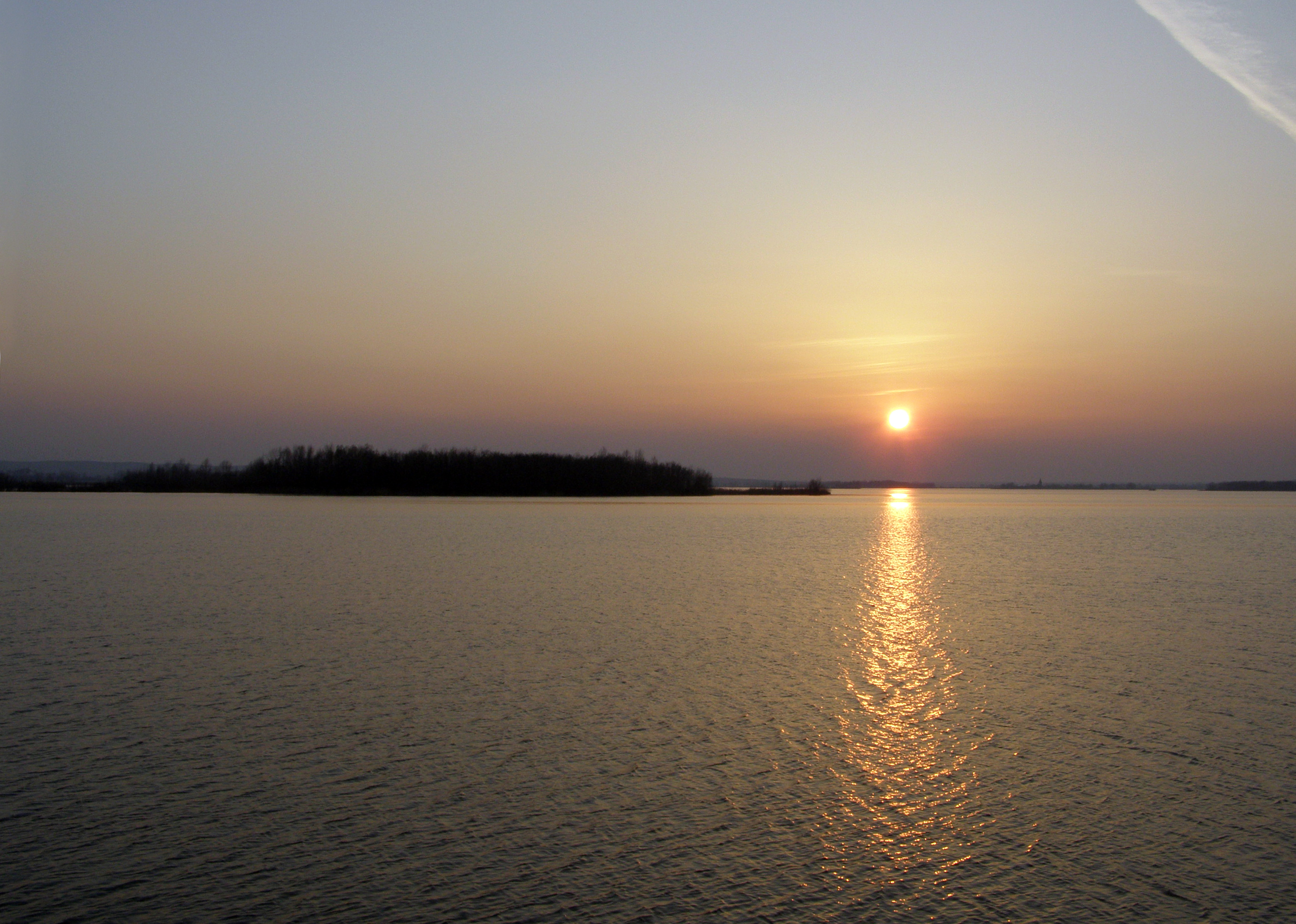
Il grande bacino artificiale al tramonto
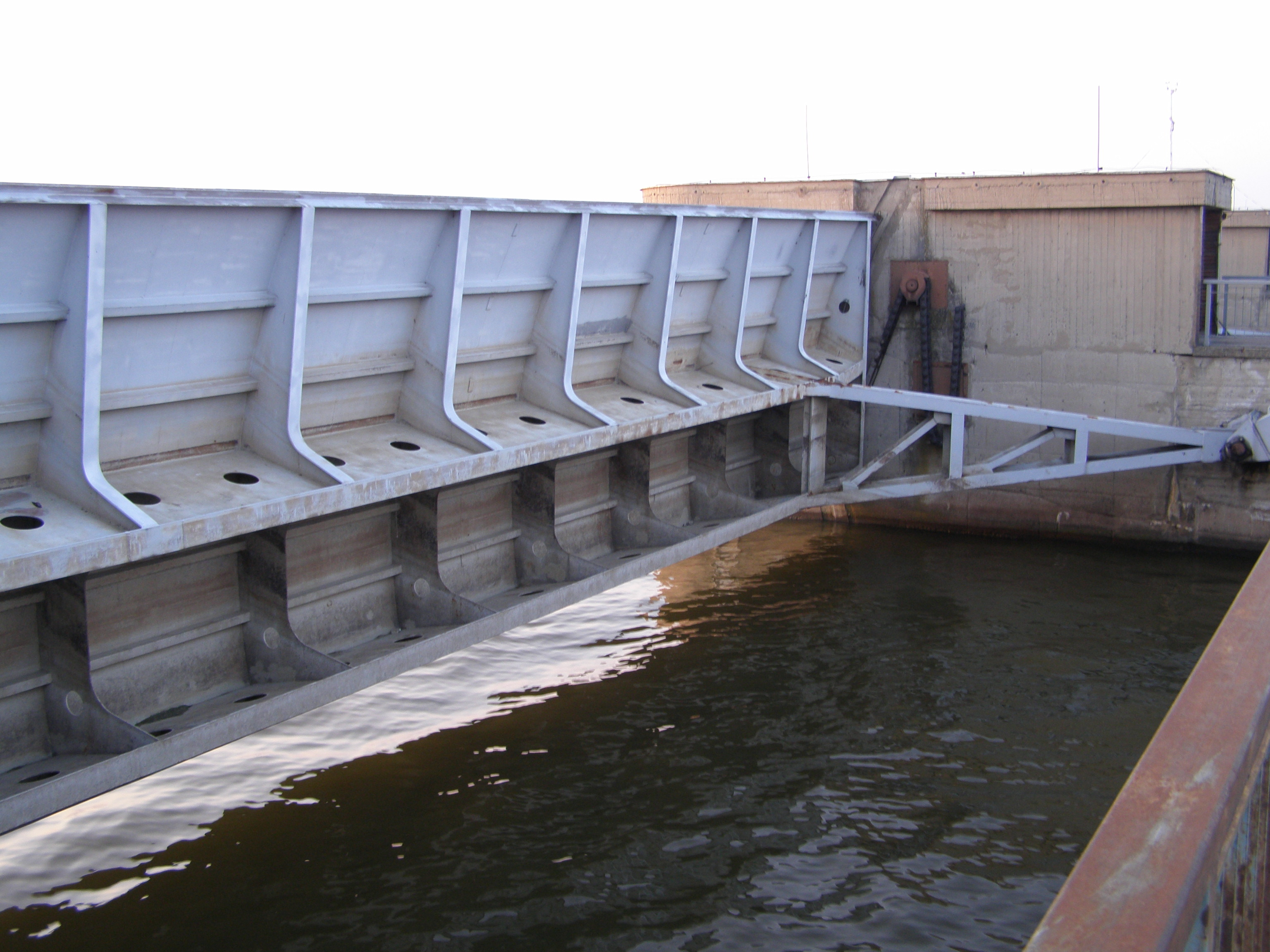
Le chiuse della diga di Mušov